# Sanni Hakala
Sanni Hakala, född 31 oktober 1997 i Jyväskylä, är en finländsk före detta professionell ishockeyspelare som bland annat spelade för HV71, JYP och det finska landslaget. 
Hon har vunnit finska FM-serien med JYP, SM-silver med HV71 samt VM- och OS-brons med det finska landslaget. Den 17 februari 2023 gjorde Hakala sitt 100:e mål med HV71 i SDHL. Hon hade dessutom sedan tidigare 100 assist och hade därmed gjort 200 poäng. Den 24 november 2023, i en match mot Djurgårdens IF i SDHL, skadade Hakala nacken då hon föll och krockade med målstolpen. Matchen avbröts och hon fick föras till sjukhus där hon opererades. Knappt en vecka senare meddelade Hakala via Instagram att hon fortfarande var delvis förlamad och måste avbryta hockeykarriären.